# Klokslag twaalf
Klokslag twaalf is een Nederlandse film uit 1936 onder regie van Léo Joannon. De film werd tegelijkertijd opgenomen in een Franse versie genaamd Quand minuit sonnera.

## Verhaal
De film begint enkele dagen voor de trouwdag van directeur Jean Verdier met Regine, de twintig jaar jongere dochter van de CEO van een industrieel bedrijf in Parijs. Verdier heeft in een verleden onwetend deel uitgemaakt van een roversbende die schepen in brand steekt om vervolgens de verzekering te incasseren. Nadat hij ontdekte in wat voor gezelschap hij verzeild was geraakt, vluchtte hij tijdens een missie naar Napels en brak daarmee de eed. Tot op heden is hij nooit gepakt door de politie voor zijn misdaden, waaronder de doodslag van een bendelid die hij uit zelfverdediging beging. Het toeval wil dat op de avond van zijn trouwdag om klokslag twaalf de zaak tien jaar oud is en zal verjaren. Toch willen de overige bendeleden hem niet ongestraft laten en lokken hem alsnog in een hinderlaag om schuld te bekennen. Verdier werkt tegenwoordig als industrieel en wekt geen enkele verdenking op bij de politie. 
Een oude bekende Matia zet een plan op om Verdier te confronteren en eventueel aan de bendeleden uit te leveren. Enkele dagen voor de trouwdag ontvangt Verdier daarop een dreigend telefoontje waarin hem wordt verzocht de volgende dag de trein naar Rotterdam te nemen, alwaar hij zal worden opgewacht door een Chinese dame. Verdier ruikt onraad en daagt niet op en raakt steeds argwanender naar zijn naasten, niet wetende wie verantwoordelijk is voor het belletje.
Op zijn trouwdag wordt Verdier in zijn villa ontvoerd door de gangsters. De baas, Matia's vader, eist dat hij hem controle geeft over de maatschappijen waarvan hij aandelen bezit. Matia, die hem vroeger lief heeft gehad, eist hem voor zich op. Zij vertelt hem dat ze in Rotterdam een aanbod wilde doen om samen met hem een nieuw leven te beginnen, maar hem bij de bendeleden heeft verraden nadat hij niet kwam opdagen. Tot groot verdriet van Matia geeft Verdier toe dat hij zich haar niet herinnert. Zij geeft hem nog één kans om samen met haar te vluchten.
In een onbewaakt ogenblik belt hij in angst de politie op, die onmiddellijk de villa waar hij wordt gevangengehouden omsingelt. In een langdurende vuurgevecht laten alle gangsters het leven; ook Matia offert haar leven voor Verdier. Verdier wordt vlak voor de klokslag van twaalf uur bevrijd. Vanwege Matia's overlijden heeft Verdier weer de mogelijkheid om met zijn oorspronkelijke liefje in het huwelijksbootje te treden.

## Rolverdeling
| Acteur                 | Personage           |
| ---------------------- | ------------------- |
| Louis de Bree          | Jean Verdier        |
| Fien de la Mar         | Matia               |
| Annie van Duyn         | Regine              |
| Mien Duymaer Van Twist | Veronique, bediende |
| Coen Hissink           | Matia's vader       |
| Jules Verstraete       | Gerard              |
| Piet Te Nuyl           |                     |
| Max Croiset            |                     |
| Leo de Hartogh         |                     |
| Cor Hermus             |                     |

## Ontvangst
Criticus van Het Vaderland observeerde de invloed van de Franse productie in deze Nederlandse versie: "Het tempo van de beeldwisseling blijkt onmiddellijk aanmerkelijk sneller te zijn dan we bij de Nederlandse films gewoon waren, het aantal camera-instellingen groter. Er is - ik spreek over de eerste helft van de film - een vlotheid van verhaaltrant die in de aanvang aangenaam verrast." De recensent prees het acteerwerk van de spelers, maar gaf kritiek dat de film in het geheel niet bevredigt en dat het scenario "teleurstellend" is.